# Keve András
Keve András, eredetileg Kleiner András (Budapest, 1909. november 10. – Budapest, 1984. március 30.) ornitológus, tudománytörténész, muzeológus, egyetemi magántanár, műfordító; a szervezett hazai madárvédelem egyik elindítója, a Magyar Madártani Intézet munkatársa. Nevét viseli a budapesti Jókai-kertben található Keve András Madártani és Természetvédelmi Szakkönyvtár, valamint a Magyar Madártani és Természetvédelmi Egyesület alapította Keve András-díj.

## Élete
Apja Kleiner Gyula (1861–1938), a Pesti Hazai Első Takarékpénztár tisztviselője, anyja Wagner Mária (1870–1957), Wagner János építész unokája. Középiskolai tanulmányait a Kegyes-tanítórendiek Budapesti Főgimnáziumban végezte, ahol 1927-ben érettségizett, majd szülei kívánságára a Pázmány Péter Tudományegyetem Jog- és Államtudományi Karára iratkozott be, ahol 1932-ben doktorrá avatták. Családi nevét 1942-ben Kleiner-ről Kevé-re változtatta. A háború megszakította szakmai munkáját kétszeri katonai behívással (1941 és 1944) és hadifogsággal (1945). 1949. évi sikertelen házassága után 1954-ben elvette Rátz Erzsébetet, aki haláláig hű segítőtársa maradt, és akitől két gyermeke született.

## Munkássága

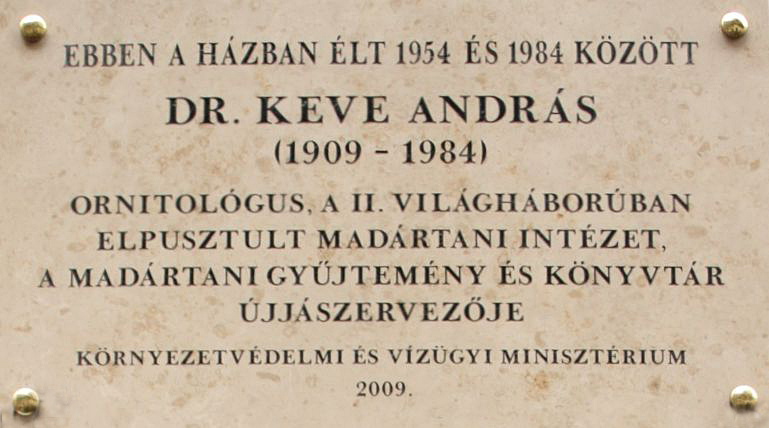
Emléktáblája Budapesten a Veres Pálné u. 9. falán

Érdeklődése fiatal korában a természettudományok és elsősorban a madártan felé irányult. 18 éves korától rendszeresen bejárt a Madártani Intézetbe, ahol Schenk Jakab – akkori igazgató - rövidesen rábízta a könyvtár kezelését. A madártan területén végzett szakmai tevékenységének elismeréseképpen 1930-ban az intézet „rendes megfigyelő” oklevelét nyerte el. 1933-ban beiratkozott a budapesti Pázmány Péter Tudományegyetemre, és 1935-ben másodízben doktorált, aminek során geológia-őslénytan-állattan tárgykörökből vizsgázott, témája pedig a hazai sárga billegetők rendszertani helyzetének a vizsgálata volt. A Madártani Intézetnél kezdte hivatalos pályafutását 1934-ben, ahol egészen nyugdíjazásáig teljesített szolgálatot. Bár doktori értekezését Dudich Endre és Greschik Jenő irányításával készítette, igazi tanítómesterének a szakterületen Vasvári Miklóst tekintette. Az intézetben az első években ideiglenes kisegítő napidíjas, majd 1939-től asszisztens, 1940-ben adjunktus és 1942-ben főadjunktus. Eközben 1941-ben egy évig dr. Entz Géza meghívására a tihanyi Biológiai Intézetben dolgozott, ahol a Balaton madáréletének ritmusosságát vizsgálta, 1942-ben pedig állami ösztöndíjasként a Bécsi Természettudományi Múzeumban feldolgozta Almásy György két tien-sani gyűjtésének anyagát.
Az intézetben egyebek mellett foglalkozott a hazai madárfauna finomrendszertani vizsgálatával, a Balaton, a Duna és a Bakony madárvilágának kutatásával, a madarak csiga- és kagylótáplálkozásának vizsgálatával, madár- és természetvédelmi jogszabályok előkészítésével és az intézeti könyvtár kezelésével. A hadifogságból hazatérve a Természettudományi Múzeum felkérésére a háborús károkat szenvedett madárgyűjtemény helyrehozatalát vállalta. A Madártani Intézet a második világháború alatt teljesen megsemmisült, és így annak alapjait kellett újból megteremteni. A Mezőgazdasági Múzeum keretein belül alakuló új intézet újjáépítésében és elsősorban nemzetközi kapcsolatainak helyreállításában vett részt. A Madártani Intézetben dolgozott 1974. évi nyugdíjazásáig, majd utána haláláig a Természettudományi Múzeumban.
Dudich Endre ajánlására 1946-ban a Pázmány Péter Tudományegyetem keretein belül egyetemi magántanárrá habilitálták, majd e cím megszüntetésével az Eötvös Loránd Tudományegyetemen összesen négy éven át Madártan címen speciális kollégiumot tartott. A Mezőgazdasági Múzeum vezetését 1948–1949-ben ideiglenes megbízottként vette át. 1946-tól kezdve munkájának súlypontja a Balaton-kutatásra tevődött át. Emellett a szegedi Fehér-tónál végzett vizsgálatokat, Beretzk Péterrel együtt. Mikroszisztematikai vizsgálatait csak jóval később folytathatta, amelyek élete főművét jelentették. Addigi tudományos munkássága elismeréseképpen 1953-ban megvédés nélkül elnyerte a biológiai tudományok kandidátusa címet.
Külföldi szakmai kapcsolatai kiterjedtek voltak. Már az 1930-as és 1940-es években részt vett külföldi madártani és madárvédelmi konferenciákon és kongresszusokon, és ilyenekre továbbra is meghívásban részesítették egészen nyugdíjazásáig, 1974-ig. Tudományos és madárvédelmi munkásságának elismeréseképpen az angol, az osztrák és a bajor madártani egyesületek levelező, az Indiai Agrai Akadémia választmányi tagjává választották. Ezenkívül a londoni Faunavédelmi Egyesület és a Dél-Finn Természetvédő Egyesület konzultatív külföldi tagja. A hazai madárvédelemben is kimagasló szerepet játszott. Ennek első lépését azok az összejövetelek jelentették, amelyeket az 1940-es években a "Madártani Intézet Munkatársai" részére szervezett. Az 1974-ben alakult Magyar Madártani Egyesület alapító, majd örökös tagja lett, és elsőnek nyerte el közvetlenül halála előtt az egyesület Petényi Salamon János-emlékérmét. Madárvédelmi tevékenységének elismeréseképpen nyerte el 1977-ben a Pro Natura emlékplakettet. Rendkívül szerteágazó tudományos és madárvédelmi tevékenységének minden részletét közreadta, kereken 530 tudományos és ismeretterjesztő publikációban.

## Művei
- Kleiner Endre: A sárga billegető Magyarországon előforduló fajtái / Die Rassen der Schafstelzen in Ungarn; Madártani Intézet, Bp., 1935
- Magyarország madarainak névjegyzéke; Mezőgazdaság, Bp., 1960,
- Der Eichelhäher. Garrulus glandarius; Ziemsen, Wittenberg Lutherstadt, 1969 (Die neue Brehm-Bücherei)
- Das Vogelleben der mittleren Donau; németre ford. Mannsberg Arvéd; Akadémiai, Bp., 1969 (Studia biologica Academiae Scientiarum Hungaricae)
- A Keszthelyi-hegység és a Kisbakony madárvilága; Bakony Múzeum, Veszprém, 1970 (A Bakony természettudományi kutatásának eredményei)
- Keve András–Sági Károly Jenő: Keszthely és környékének madárvilága; Veszprém megyei Múzeumok Igazgatósága, Veszprém, 1970 (A Bakony természettudományi kutatásának eredményei)
- Madarak; szöveg Keve András, ill. Csépe Magdolna; Móra, Bp., 1972 (Búvár zsebkönyvek)
- Keve András–Tapfer Dezső: A Balaton-felvidék madárvilága; Bakonyi Természettudományi Múzeum–Veszprém megyei Múzeumok Igazgatósága, Zirc–Veszprém, 1978 (A Bakony természettudományi kutatásának eredményei)